# Hachikō
Hachikō (tiếng Nhật: ハチ公) hay Chūken hachikō (tiếng Nhật: 忠犬 ハチ公) là tên của một chú chó giống Akita sinh ngày 10 tháng 11 năm 1923 tại thành phố Odate, tỉnh Akita, Nhật Bản và mất ngày 8 tháng 3 năm 1935 tại quận Shibuya, Tokyo. Hachiko nổi tiếng khắp Nhật Bản do trung thành với chủ ngay cả sau khi người chủ đã qua đời nhiều năm.

## Cuộc đời
Năm 1924, Hidesaburō Ueno (上野 英三郎), một Giáo sư thuộc Khoa Nông nghiệp trường Đại học Đế quốc Tokyo (nay là trường Đại học Tokyo), đã mua và đưa Hachikō tới Tokyo. Mỗi buổi sáng, Hachikō theo tiễn chủ tới tận nhà ga Shibuya, nơi ông đi tới nơi làm việc và chờ ông tại đó đến khi ông trở về vào cuối ngày. Thói quen đó cứ tiếp diễn cho đến ngày 21 tháng 5 năm 1925, khi Ueno đột ngột bị nhồi máu và mất ngay tại nơi làm việc. Trong các ngày sau đó, Hachikō vẫn tới nhà ga để chờ đón ông chủ, xuất hiện đúng lúc tàu vào ga. Và cứ mỗi ngày sau đó, chú vẫn đều đặn có mặt tại nhà ga trong 9 năm 9 tháng và 15 ngày cho đến khi mất.

### Sự nổi tiếng

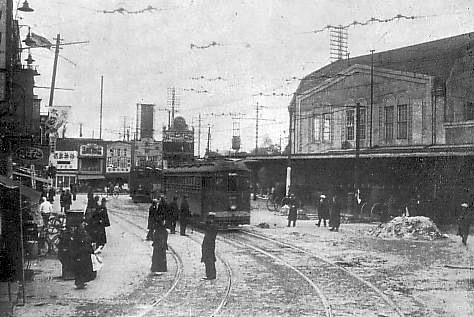
Nhà ga Shibuya vào thời kỳ của Hachikō, trước chiến tranh

Năm 1932, một trong những sinh viên của Giáo sư Ueno, Hirokichi Saito (nay được biết đến là người đã phát triển chuyên môn về giống Akita) thấy Hachikō tại nhà ga Shibuya và được nghe về câu chuyện của cuộc đời chú, ông đi theo Hachikō đến nhà Kobayashi (nhà người làm vườn trước đây của giáo sư Ueno, Kuzaboro Kobayashi) và tìm hiểu về Hachikō. Ngay sau cuộc gặp này, Saito công bố một tài liệu điều tra giống chó Akita tại Nhật Bản. Nghiên cứu của ông cho thấy chỉ có 30 con chó Akita thuần chủng còn lại, bao gồm cả Hachikō.
Saito thường xuyên trở lại thăm Hachikō và qua nhiều năm xuất bản một số bài viết về lòng trung thành ấn tượng của Hachikō. Năm 1932, một trong những bài viết này được đăng trên tờ báo lớn Asahi Shimbun, một tờ nhật báo nổi tiếng của Tokyo, đã biến Hachikō trở thành một hiện tượng tầm cỡ quốc gia. Mọi người bắt đầu mang thức ăn đến cho Hachiko tại nhà ga trong lúc chú chó chờ đợi chủ mỗi ngày. Lòng trung thành của Hachikō với ông chủ của mình gây ấn tượng cho người dân Nhật Bản như một biểu hiện của lòng trung thành với gia đình, điều phần lớn người dân Nhật Bản phấn đấu để đạt tới. Các giáo viên đã lấy Hachikō như một tấm gương về lòng trung thành cho trẻ noi theo, các nghệ sĩ nổi tiếng đã bắt đầu tạc tượng chú, trên cả nước dấy lên phong trào phát triển giống chó Akita, và danh hiệu Chūken (忠犬 - chú chó trung thành) cũng ra đời.
Sau này, lòng trung thành của Hachikō trở thành một biểu tượng quốc gia, đại diện cho lòng trung thành của dân chúng với Nhật hoàng.

### Cái chết

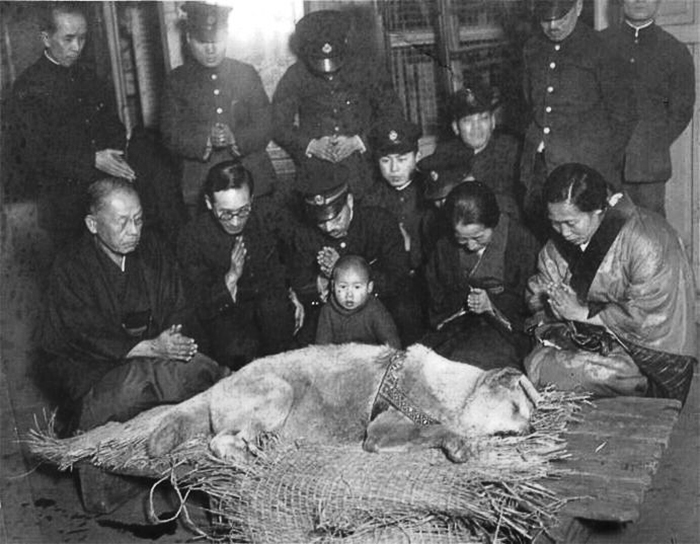
Bức hình cuối cùng của Hachikō, được chụp với vợ của người chủ quá cố là Yaeko Ueno (hàng đầu, ngồi thứ ở vị trí thứ hai khi đếm từ bên phải) và những nhân viên của nhà ga vào Sáng ngày 8 tháng 3 năm 1935

Cuối cùng, ngày 8 tháng 3 năm 1935, Hachikō đã qua đời. Chú mất tại nơi mà hơn 9 năm trước, chú đã tiễn ông chủ đi lần cuối cùng do mắc chứng bệnh giun chỉ và ung thư giai đoạn cuối. Hài cốt của Hachikō được hỏa táng và tro cốt của chú được chôn cất tại Nghĩa trang Aoyama, Minato, Tokyo, nơi họ yên nghỉ bên cạnh người chủ yêu quý, Giáo sư Ueno. Bộ lông của Hachikō đã được bảo quản, sau đó được sử dụng để tái hiện lại hình ảnh Hachikō thật. Hiện tác phẩm được triển lãm tại Bảo tàng Quốc gia về Thiên Nhiên và Khoa học Nhật Bản thuộc quận Ueno, Tokyo, Nhật Bản.

## Tưởng niệm

### Tượng đồng Hachikō

Bức tượng bằng đồng điêu khắc Hachikō được đặt tại nhà ga Shibuya

Pho tượng đồng Hachikō đầu tiên, tác phẩm của nhà điêu khắc nổi tiếng người Nhật Bản Ando Teru được dựng vào tháng 4 năm 1934 tại nhà ga ở Shibuya, và chính Hachikō cũng có mặt trong buổi lễ khánh thành hôm đó. Dưới thời Thế chiến thứ 2, vì cần nguyên liệu để phục vụ chiến tranh, pho tượng đã bị phá vỡ, nấu ra lấy chất kim loại; đến thời hậu chiến, tháng 8 năm 1948, pho tượng thay thế mới ra mắt và đặt ở vị trí cũ, lần này do nhà điêu khắc Ando Takeshi thực hiện. Ông là con trai của Ando Teru. Pho tượng ngày nay vẫn còn, đặt ở cửa bắc ga Shibuya. Dân chúng sau đó quen gọi cửa đó là "cửa Hachikō" (ハチ公口 - Hachikō- guchi) và là một trong năm cửa chính của nhà ga.

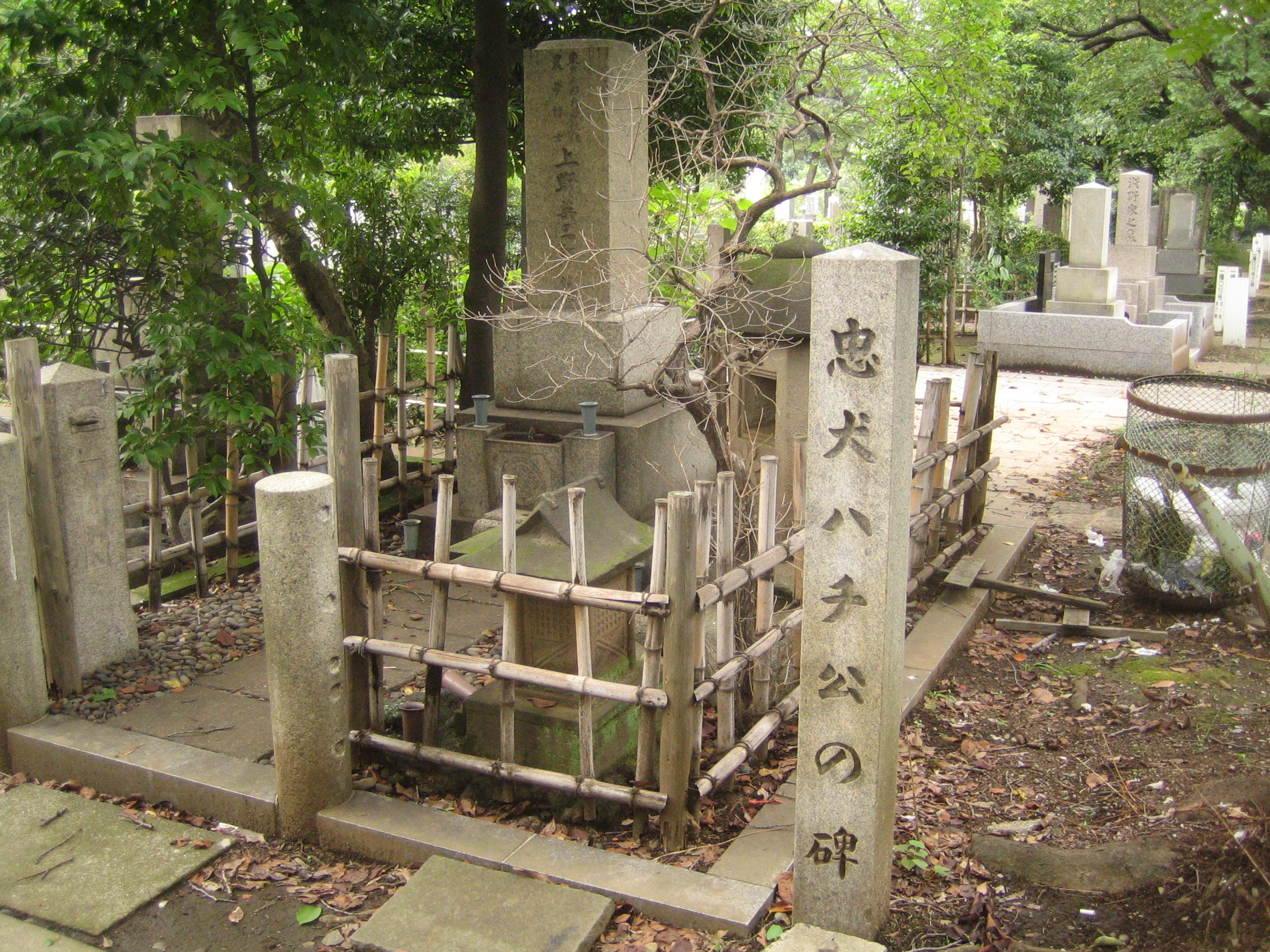
Mộ chú chó Hachiko tại Minato, Tokyo, hình chụp năm 2007. Cột bia ghi "trung khuyển Hachicko no bi"

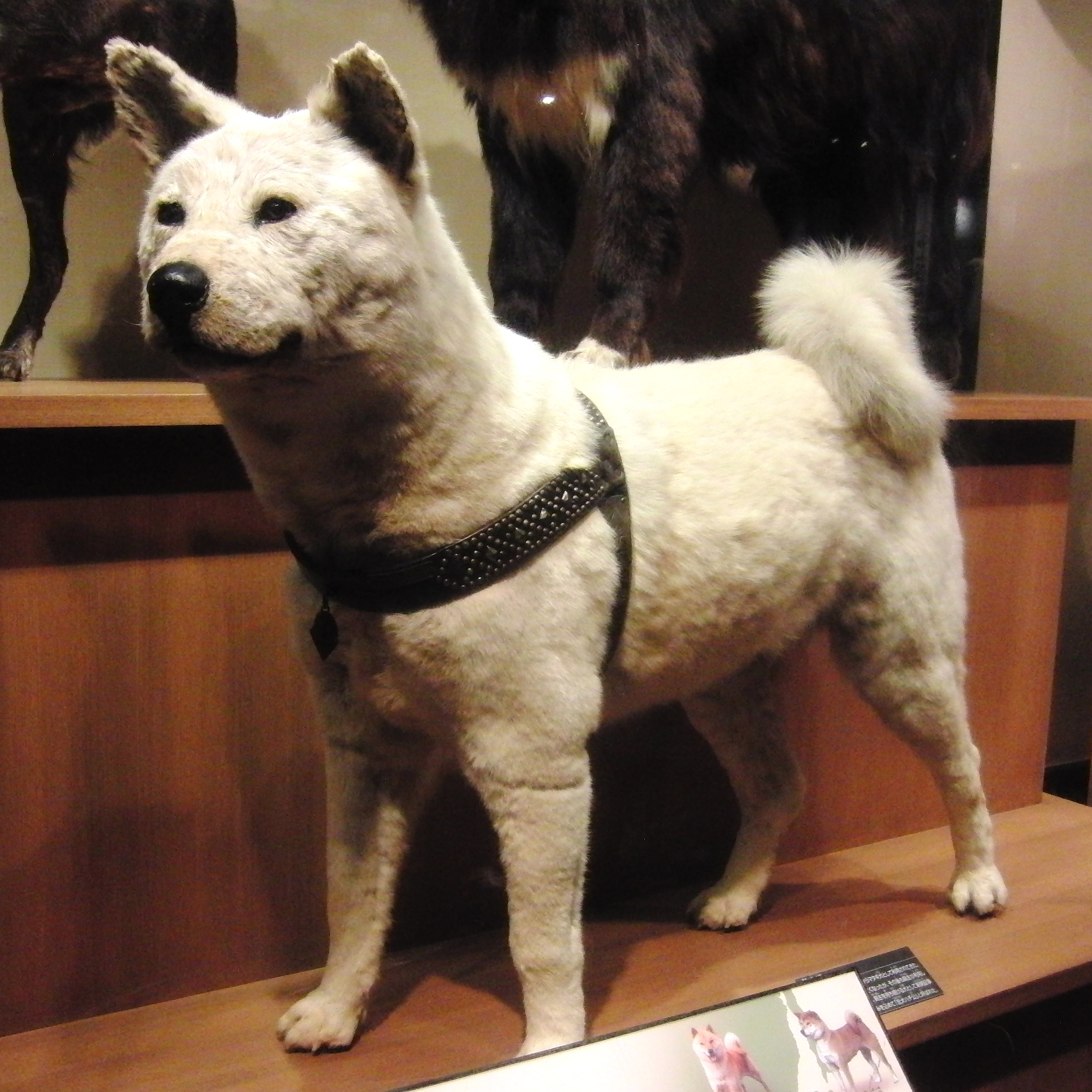
Hình tượng chó Hachiko tại Bảo tàng Quốc gia về Thiên Nhiên và Khoa học Nhật Bản tại Tokyo

Tại quê nhà của Hachikō, một pho tượng tương tự cũng được đặt ngay phía trước nhà ga Odate. Năm 2004, một pho tượng mới Bảo tàng các loài chó giống Akita tại thành phố Odate.
Năm 2009, một hãng phim Mỹ đã quay một truyện phim mới, rút từ phim Hachiko gốc của Nhật. Cuốn phim Mỹ có tên là Hachiko: câu chuyện đáng thương của một chú chó.

### Hachikō trên các phương tiện truyền thông
Năm 1987, bộ phim Hachikō Monogatari đã kể lại cuộc đời của Hachikō từ khi chú được sinh ra đến khi chết đi và tiếp tục, linh hồn của chú đã gặp lại được linh hồn của vị giáo sư - ông chủ, người bạn thân thiết của chú.
Năm 1994, Đài phát thanh CBN (Culture Broadcasing Network) Nhật Bản đã cho phát một bản ghi âm cũ tiếng sủa của Hachikō. Nhờ một chiến dịch quảng cáo rầm rộ, ngày 28 tháng 5 năm 1994, 59 năm sau cái chết của Hachikō, hàng triệu thính giả Nhật Bản đã bật đài lên để nghe tiếng sủa của chú. Điều đó chứng tỏ, Hachikō vẫn rất nổi tiếng và được yêu mến.
Năm 2004, Hachikō trở thành nhân vật trong cuốn truyện dành cho thiếu nhi, Hachikō: câu chuyện thật về một chú chó trung thành (tựa tiếng Anh: Hachikō: the true story of a loyal dog) của nữ tác giả Pamela S. Turner. Cũng trong năm này, một tác phẩm khác có tựa Hachiko waits (tạm dịch: Hachiko chờ đợi) của tác giả Leslea Newman đã được xuất bản.
Một công ty xe buýt công cộng tại Shibuya cũng mang tên Buýt Hachikō (Hachiko Bus (ハチ公バス Hachikō Basu?)) cũng chạy cả tuyến đường mà trước đây hàng ngày Hachikō đã đi.
Năm 2009, Hachiko lại tiếp tục xuất hiện trên màn ảnh với bộ phim Mỹ của đạo diễn Lasse Hallström mang tên Hachiko: A Dog’s Tale (tạm dịch: Hachiko: Câu chuyện của một chú chó).